# Александър Бошковски
Александър Бошковски (на македонска литературна норма: Александар Бошковски) е инженер, политически офицер, генерал-майор от СФРЮ.

## Биография
Роден е на 3 февруари 1933 г. в град Прилеп. Завършва основно образование в родния си град през 1948 г. След това завършва техническия отдел на Школата за офицери за активни връзки в Зренянин и Шкофя Лока през 1951 г. Службата си започва като командир на технически взвод в Белград. Остава на този пост до 1954 г., когато е преместен като командир на технически взвод в Осиек, а след това от 1954 до 1957 г. и в Славонска Пожега. В периода 1958 – 1964 г. е ръководител на армейска техническа ремонтна работилница в Славонски брод. Между 1965 и 1968 г. е началник на отдел на ремонт в командването на корпус в Осиек. От 1968 до 1973 г. е последователно заместник-командир и командир на технически образователен център в Сараевската военна област. През 1974 г. завършва техническия отдел на Команднощабната академия в Белград. След това от 1975 до 1981 г. е командир на техническата армейска база в Скопската военна област. През 1978 г. завършва Школата за национална отбрана. В периода 1982 – 1985 г. е помощник-командир по тила на Републиканския щаб за териториална отбрана на Социалистическа република Македония. От 1985 до 1986 г. е помощник-командир на Скопската армейска област по тила. Между 1986 и 1988 г. е председател на комитета на Съюза на комунистите на Югославия за Скопската армейска област. Между 1988 и 1991 г. е началник на Оперативното управление по тила на Съюзния секретариат за народна отбрана на СФРЮ. Излиза в запаса през 1991 г..

## Военни звания
- Подпоручик (1951)
- Поручик (1955)
- Капитан (1959)
- Капитан 1 клас (1962)
- Майор (1966)
- Подполковник (1971)
- Полковник (1977)
- Генерал-майор (1987)

## Награди
- Медал за военни заслуги 1959 година;
- Орден за военни заслуги със сребърни мечове 1969 година;
- Орден на Народната армия със сребърна звезда 1969 година;
- Орден за военни заслуги със златни мечове 1978 година;
- Орден на Народната армия със златна звезда 1984 година;
- Орден за военни заслуги с голяма звезда 1989 година.